# Джаныбаева, Маруса
Маруса Джаныбаева (род. 1934 год) — чабан колхоза «Кызыл-Джылдыз» Тогуз-Тороуского района Тянь-Шаньской области, Киргизская ССР. Герой Социалистического Труда (1960). Депутат Верховного Совета СССР 6-го созыва.

## Биография
Родилась в 1934 году в крестьянской семье в одном из сельских населённых пунктов Тянь-Шанской области (ныне — Нарынская область, Киргизия).
Окончила неполную среднюю школу. С 1950 года — рядовая колхозница, с 1952 года — чабан в колхозе «Кызыл-Джылдыз» Тогуз-Тороуского района.
Достигла выдающихся трудовых результатов в овцеводстве. Указом Президиума Верховного Совета СССР от 7 марта 1960 года «в ознаменование 50-летия Международного женского дня, за выдающиеся достижения в труде и особо плодотворную общественную деятельность» удостоена звания Героя Социалистического Труда с вручением Ордена Ленина и золотой медали Серп и Молот.
Избиралась депутатом Верховного Совета СССР 6-го созыва (1962—1966).
Позднее трудилась чабаном в колхозе имени Кирова Манасского района Таласской области.